# Pteronemobius obscurus
Pteronemobius obscurus är en insektsart som först beskrevs av Adam Afzelius och Brannius 1804.
Pteronemobius obscurus ingår i släktet Pteronemobius och familjen syrsor. Inga underarter finns listade i Catalogue of Life.